# Непейцино (Московская область)
Непейцино — деревня в Клинском районе Московской области, в составе Воронинского сельского поселения. Население — 5 чел. (2010). До 2006 года Непейцино входило в состав Слободского сельского округа
Деревня расположена в северной части района, примерно в 20 км к северо-востоку от райцентра Клин, на безымянном ручье, левом притоке реки Берёзовка, высота центра над уровнем моря 128 м. Ближайшие населённые пункты — Кондырино на севере, Крупенино на северо-западе и Ватолино на западе.

## Население
| 2002 | 2006 | 2010 |
| ---- | ---- | ---- |
| 0    | →0   | ↗5   |